# David Per
David Per, né le 13 février 1995 à Dolenje Kronovo (en), est un coureur cycliste slovène.

## Biographie
En 2016, il remporte le Tour des Flandres espoirs.
En 2020, il est sélectionné pour représenter son pays aux championnats d'Europe de cyclisme sur route organisés à Plouay dans le Morbihan. Il abandonne à plusieurs tours de l'arrivée lors de la course en ligne.

## Palmarès sur route

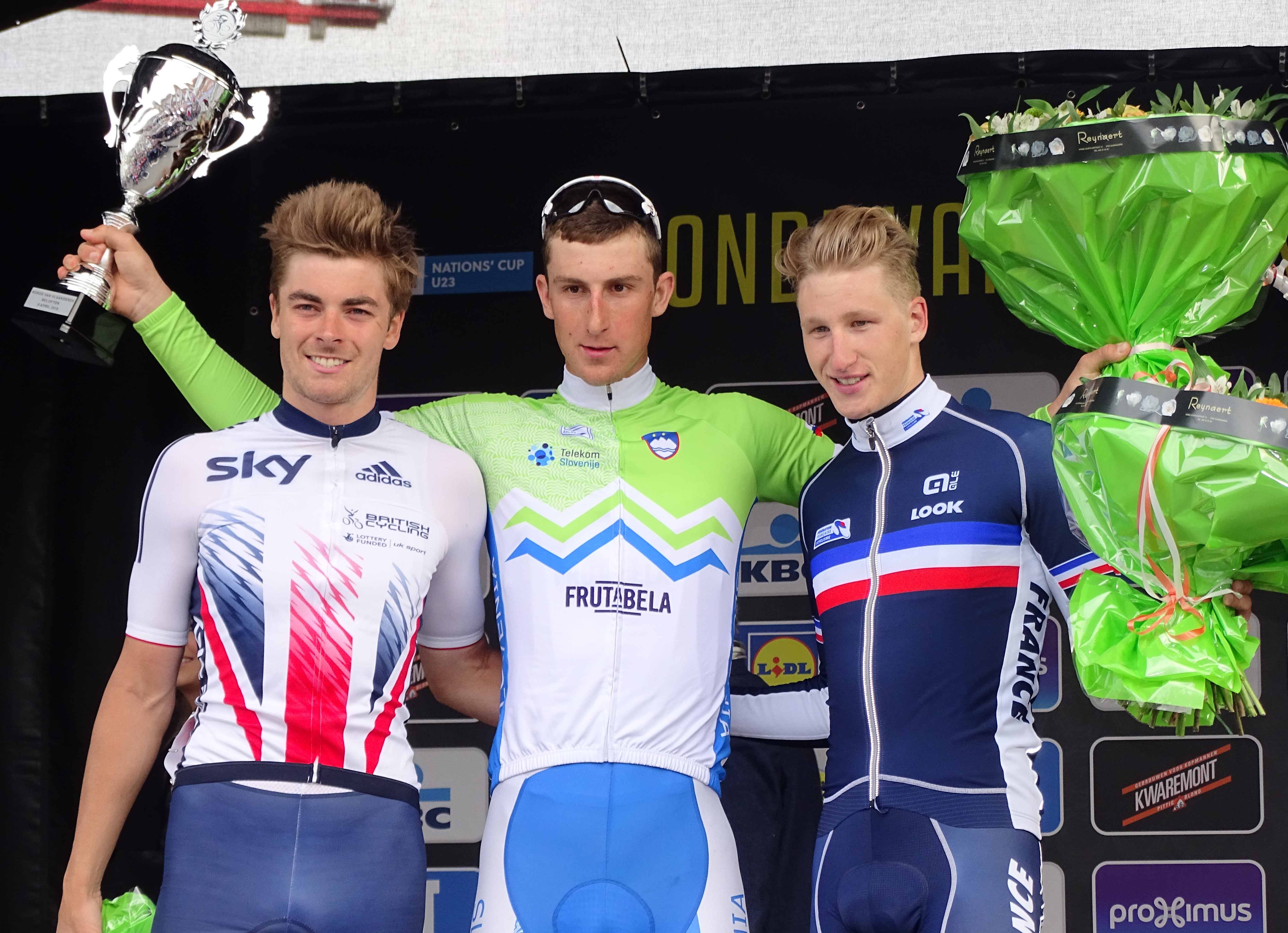
Podium de l'édition 2016 du Tour des Flandres espoirs : Jonathan Dibben (2e), David Per (1er) et Corentin Ermenault (3e).

### Par années
- 2012
  -  Champion de Slovénie du contre-la-montre juniors
  - 2e du championnat de Slovénie sur route juniors
- 2013
  -  Champion de Slovénie du contre-la-montre juniors
  - Tour de la Province de Bielle
  - 1re étape du Tour d'Istrie
  - Tour d'Autriche juniors :
    - Classement général
    - 2e étape

  - 2e du Tour d'Istrie
- 2014
  -  Champion de Slovénie du contre-la-montre espoirs
- 2015
  -  Champion de Slovénie sur route espoirs
- 2016
  -  Champion de Slovénie sur route espoirs
  - Tour des Flandres espoirs
  - 2e du championnat de Slovénie du contre-la-montre espoirs
  - 2e du Grand Prix Laguna
  - 3e du championnat de Slovénie sur route
  - 3e du championnat de Slovénie du contre-la-montre

### Classements mondiaux
| Année                                 | 2014 | 2015 | 2016 | 2017  | 2018  | 2019  | 2020 | 2021 | 2022  |
| ------------------------------------- | ---- | ---- | ---- | ----- | ----- | ----- | ---- | ---- | ----- |
| Classement mondial                    |      |      | 342e | 2869e | 1953e | 1791e | nc   | 768e | 1881e |
| UCI Europe Tour                       | nc   | 866e | 160e | 1873e | 1296e | 1182e | nc   | 603e | 1212e |
| UCI Asia Tour                         | 242e | nc   | nc   | nc    | nc    |       |      |      |       |
|                                       |      |      |      |       |       |       |      |      |       |
| Légende : nc = non classéSource : UCI |      |      |      |       |       |       |      |      |       |

## Palmarès sur piste
- 2021[3]
  -  Champion de Slovénie de poursuite par équipes (avec Boštjan Murn, Kristjan Hočevar et Gal Glivar)
  - 2e du championnat de Slovénie de vitesse par équipes
  - 3e du championnat de Slovénie de course aux points
- 2022[4]
  -  Champion de Slovénie de poursuite par équipes (avec Jaka Špoljar, Tilen Finkšt et Nik Čemažar)
  - 2e du championnat de Slovénie de vitesse par équipes